# 薩卡特 (亞利桑那州)
薩卡特（英語：Sacate）是位於美國亞利桑那州皮納爾縣的一個非建制地區。該地的面積和人口皆未知。

## 地理
薩卡特的座標為33°10′38″N 112°04′51″W / 33.17722°N 112.08083°W，而該地的平均海拔高度為333米（即1093英尺）。